# Baron Heytesbury

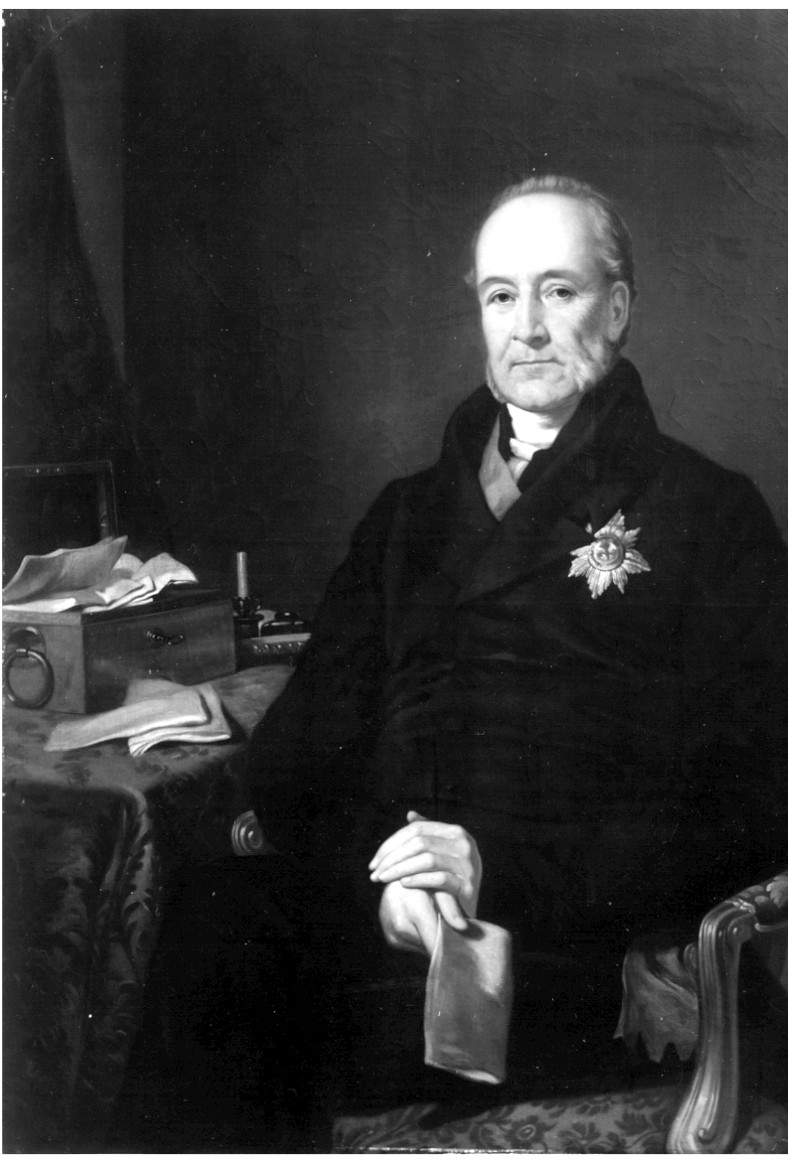
William à Court, 1. Baron Heytesbury

Baron Heytesbury, of Heytesbury in the County of Wilts, ist ein erblicher britischer Adelstitel in der Peerage of the United Kingdom.

## Verleihung
Der Titel wurde am 23. Januar 1828 für Sir William à Court, 2. Baronet aus der Familie à Court geschaffen.
Sein Sohn, der 2. Baron, nahm 1837, bei seiner Hochzeit mit Elizabeth Holmes, Tochter des Sir Leonard Worsley Holmes, den zusätzlichen Nachnamen Holmes an.

## Nachgeordnete Titel
Der 1. Baron hatte bereits 1818 den am 4. Juli 1795 in der Baronetage of Great Britain für seinen Vater geschaffenen Titel Baronet, of Heytesbury House in the County of Wiltshire, geerbt.

## Liste der Barone Heytesbury (1828)
- William à Court, 1. Baron Heytesbury (1779–1860)
- William à Court-Holmes, 2. Baron Heytesbury (1809–1891)
- William Holmes à Court, 3. Baron Heytesbury (1862–1903)
- Leonard Holmes à Court, 4. Baron Heytesbury (1863–1949)
- William Holmes à Court, 5. Baron Heytesbury (1906–1971)
- Francis Holmes à Court, 6. Baron Heytesbury (1931–2004)
- James Holmes à Court, 7. Baron Heytesbury (* 1967)

Voraussichtlicher Titelerbe (Heir Presumptive) ist der Cousin dritten Grades des aktuellen Titelinhabers, Peter Holmes à Court (* 1968).